# Institut für die Wissenschaften vom Menschen
El Institut für die Wissenschaften vom Menschen (IWM, Instituto de Ciencias Humanas) es un instituto de estudios avanzados en el área de las ciencias humanas y sociales con sede en Viena, Austria.

## Historia
Fundado en 1982, el Instituto promueve el intercambio y el diálogo a nivel internacional entre estudiosos e intelectuales de varias disciplinas, sociedades y culturas, sobre todo de Europa oriental y occidental, contribuyendo a debates sobre una amplia gama de cuestiones políticas, sociales, económicas y culturales.